# 餓了別叫媽之走火入模
《餓了別叫媽之走火入模》，中國爱奇艺拍攝製作的网络剧，由王祖藍主演，共12集。
2015年11月15日起逢周日零点於爱奇艺網站播出，每集時長5至7分鐘。
節目亦為由王祖藍代言的手機訂餐App「餓了麼」作宣傳。

## 內容
以王祖蓝扮演各种角色为主线，每集明星加盟，恶搞最熟悉的热门人物和事件， 展开一系列爆笑故事。

## 節目列表
| 集數 | 主題                  | 模仿對象     | 歌曲/節目    | 合作演員               |
| 1    | 魔性 TFTOYS 三兄弟    | TFBOYS       | 青春修練手冊 | 沈凌、刘维             |
| 1    | 鹵魚有約              | 陳魯豫       | 魯豫有約     | /                      |
| 1    | 鹵魚有約              | 楊過         | 魯豫有約     | 許碧姬                 |
| 2    | 小鹿鹿撕了所有人      | 鹿晗         | 有点儿意思   | /                      |
| 2    | 鹵魚有約              | 陳魯豫       | 魯豫有約     | /                      |
| 3    | 妙手仁心之我是病人甲  | 吳啟華       | 妙手仁心     | 蔡少芬                 |
| 4    | 13道疯味 — 活捉小鮮肉 | 謝霆鋒       | 12道鋒味     | /                      |
| 4    | 鹵魚有約              | 陳魯豫       | 魯豫有約     | /                      |
| 5    | 藍苹果乐园            | 小虎队       | 青苹果乐园   | 阿夢                   |
| 5    | 鹵魚有約              | 陳魯豫       | 魯豫有約     | /                      |
| 5    | 鹵魚有約              | 奧巴馬       | 魯豫有約     | /                      |
| 6    | 吾賤道                | 梁朝偉       | 無間道       | /                      |
| 7    | 13道疯味 — 紅燒大黑牛 | 謝霆鋒       | 12道鋒味     | /                      |
| 8    | 鹵魚有約              | 陳魯豫       | 魯豫有約     | /                      |
| 8    | 鹵魚有約              | 北京奧運福娃 | 魯豫有約     | /                      |
| 8    | 北京歡迎你            | 成龍         | 北京歡迎你   | /                      |
| 9    | 減肥棒棒糖            | 專家         | /            | 陳嘉佳                 |
| 9    | 名偵探柯南之詭外賣    | 柯南         | 名偵探柯南   | 陳嘉佳、羅蘭、阿夢     |
| 10   | 13道疯味 — 老牛吃嫩草 | 謝霆鋒       | 12道鋒味     | /                      |
| 11   | 正能量情緒噴霧        | 專家         | /            | 阿夢、陳嘉佳           |
| 11   | 蔥蔥那年              | 陳尋         | 匆匆那年     | 李亞男、李群力、朱如翠 |
| 12   | 13道疯味—賀年菜       | 謝霆鋒       | 12道鋒味     | /                      |
| 12   | 難忘今宵              | 群星         | 難忘今宵     | /                      |

## 明星支持
多位明星拍攝了視頻支持王祖藍及此節目：

| - 王大锤 （页面存档备份，存于） - 林心如 （页面存档备份，存于） - 范冰冰 （页面存档备份，存于） | - 黄 渤 （页面存档备份，存于） - 张靓颖 （页面存档备份，存于） - 李祥祥 （页面存档备份，存于） | - 沈梦辰 （页面存档备份，存于） - 孙 悦 （页面存档备份，存于） - 周 洋 （页面存档备份，存于） | - 张信哲 （页面存档备份，存于） - 陳一冰 （页面存档备份，存于） - 孫令奇 （页面存档备份，存于） | - 夏 天 （页面存档备份，存于） - 杨 幂 （页面存档备份，存于） |

- 跑男团：邓超、李晨、陳赫、郑恺、Angelababy、鹿晗  （页面存档备份，存于）
- 《大牌对王牌》主持团：翔宝 (王炳翔)、圣池 (黄圣池)、大A (钟骏胜)、皮皮(李昂迪)、子桀(王子桀)  （页面存档备份，存于）